# Герб Чашников
Герб Чашников (бел. Герб Чашнікаў) — официальный геральдический символ города Чашники Витебской области Белоруссии. Авторами герба являются инженер-конструктор Лукомльской ГРЭС В. В. Кораблин и старший пожарный на объектах Лукомльской ГРЭС С. М. Мефодьев.

## История
Герб Чашников был одобрен решением Чашникского районного исполнительного комитета от 21 июня 2002 года № 253. Герб города был утверждён Указом Президента Республики Беларусь от 20 января 2006 года № 36 и зарегистрирован в Государственном геральдическом регистре Республики Беларусь 6 февраля 2006 года.

## Описание
Герб города Чашники представляет собой изображение в красном поле испанского щита серебряной крепости на трёх зелёных горках, над ней герб «Радван» — золотая церковная хоругвь с тремя концами, над которой расположен золотой крест.

## Использование
Герб города Чашники является собственностью Чашникского района, правом распоряжения которой обладает Чашникский районный исполнительный комитет.
Изображение герба города Чашники размещается на зданиях, в которых расположены органы местного управления и самоуправления города Чашники и Чашникского района, а также в помещениях заседаний этих органов и в служебных кабинетах их руководителей. Изображение герба города Чашники может размещаться в тех местах города Чашники и Чашникского района, где в соответствии с белорусским законодательством предусматривается размещение изображения Государственного герба Республики Беларусь.
Изображение герба города Чашники может использоваться также во время государственных праздников и праздничных дней, торжественных мероприятий, проводимых государственными органами и иными организациями, народных, трудовых, семейных праздников и мероприятий, приуроченных к памятным датам.
Право на использование изображения герба города Чашники в иных случаях может быть предоставлено по решению Чашникского районного исполнительного комитета.